# Sitio de Ruan
En el momento en que se libró el sitio de Ruan (julio de 1418 - enero 1419), la ciudad tenía una población de 70.000 personas, por lo que era una de las ciudades líderes en Francia, y su captura fue crucial para la campaña de Normandía durante la guerra de los Cien Años. La ciudad había sufrido agitaciones entre la población y sus castellanos no habían conseguido crear un clima de calma, por lo que la llegada de Enrique supuso una derrota para los franceses, aunque un retraso en la campaña por Normandía para los ingleses.

## Desarrollo
Desde aproximadamente el año 1415, Ruan se había fortalecido y reforzado gracias a los franceses y era el lugar más formidablemente defendido a la que los invasores jamás se habían enfrentado. Cuando las huestes inglesas llegaron a Ruan, los muros estaban defendidos con decenas de torres y armas de fuego, y revestidos por un ejército de ballesteros bajo el mando de Alain Blanchard, comandante de los ballesteros (arbalétriers), y segundo al mando de Guy Le Bouteiller, el comandante general.
Debido a la falta de infantería en el bando inglés, no se podía llevar a cabo un ataque directo a la ciudad, a pesar de estar completamente rodeada, por lo que los ingleses aseguraron el perímetro con la intención de matar de hambre a los defensores. El rey Enrique V mandó cortar a su flota el suministro marítimo para aislar completamente la ciudad de recursos exteriores y plantó una larga zanja alrededor de las murallas. Sobre diciembre, el pueblo de Ruan se vio obligado a comer gatos, perros, carne de caballo, e incluso ratones. Las calles estaban llenas de ciudadanos hambrientos. La ciudad expulsó a más de 12.000 de los pobres para guardar alimentos. El rey Enrique no permitía que los expulsados cruzaran la línea de sitio, por lo que los hambrientos exiliados de Ruan se vieron obligados a vivir en las trincheras excavadas cerca de los muros para la protección de Ruan. El día de Navidad de 1418, el rey Enrique permitió a dos sacerdotes dar de comer a la gente hambrienta, pero el día terminó pronto y la gente volvió a morir miserablemente en la zanja.
A pesar de varias salidas dirigidas por la guarnición francesa, intentando acometer a los invasores, el estado de desesperado sitio continuó hasta la rendición francesa, el 20 de enero de 1419. Alain Blanchard, que había ejecutado a presos ingleses, fue ejecutado por sus enemigos una vez rindió la ciudad. Después de la caída de esta, muchos de los habitantes mostraron tanto desapego a sus antiguos delfines, lores, y al duque de Borgoña que juraron lealtad a Enrique. Así, el rey inglés tomó la región de Normandía, excepto le Mont St. Michel, que resistió a un asedio durante 21 años, hasta que fue reconquistado por los franceses.